# مارجری نورمن
مارجری نورمن (انگلیسی: Marjorie Moreman; ۱۷ اکتبر ۱۹۰۲ – سپتامبر ۱۹۸۷) ژیمناست هنری زن اهل بریتانیا بود.